# توم فولي (لاعب كرة قاعدة)
توم فولي (بالإنجليزية: Tom Foley)‏ هو لاعب كرة قاعدة أمريكي، ولد في 9 سبتمبر 1959 في كولومبوس في الولايات المتحدة.

## وصلات خارجية
- توم فولي على موقع دوري كرة القاعدة الرئيسي (الإنجليزية)
- توم فولي على موقعبيزبول رفرنس.كوم (الدوري الرئيسي) (الإنجليزية)
- توم فولي على موقعبيزبول رفرنس.كوم (الدوري الثانوي) (الإنجليزية)
- توم فولي على موقع إي إس بي إن.كوم (أم.أل.بي) (الإنجليزية)
- توم فولي على موقع مشجعي الرسوم البيانية (الإنجليزية)